# Axel Zingle
Axel Zingle   (Mülhausen, 18 de desembre de 1998) és un ciclista francès, professional des del 2020. Des de la temporada 2025, corre amb l'equip Team Visma-Lease a Bike. Com a amateur destaca la victòria al Campionat francès en ruta sub-23 del 2020. Com a professional destaca la victòria a la Ruta Adélie de Vitré.

## Palmarès
- 2020
  -  Campió de França en ruta sub-23
  - 1r al Gran Premi d'Is-sur-Tille
- 2021
  - 1r al Gran Premi des Carreleurs
  - 1r a la Ronda de Porhoët
  - 1r al Circuit boussaquin
  - 1r al Premi de Saugeais
  - 1r a la Dijon-Auxonne-Dijon
  - Vencedor d'una etapa al Tour de la Guadeloupe
- 2022
  - 1r a la Ruta Adélie de Vitré
  - 1r a la Famenne Ardenne Classic
  - Vencedor d'una etapa de l'Arctic Race of Norway
- 2023
  - 1r a la Clàssica Loira Atlàntic
- 2024
  - 1r als Boucles de l'Aulne
- 2025
  - Vencedor d'una etapa als  Quatre dies de Dunkerque

### Resultats al Tour de França
- 2023. 142è de la classificació general
- 2024. 108è de la classificació general